# مستند طبیعت

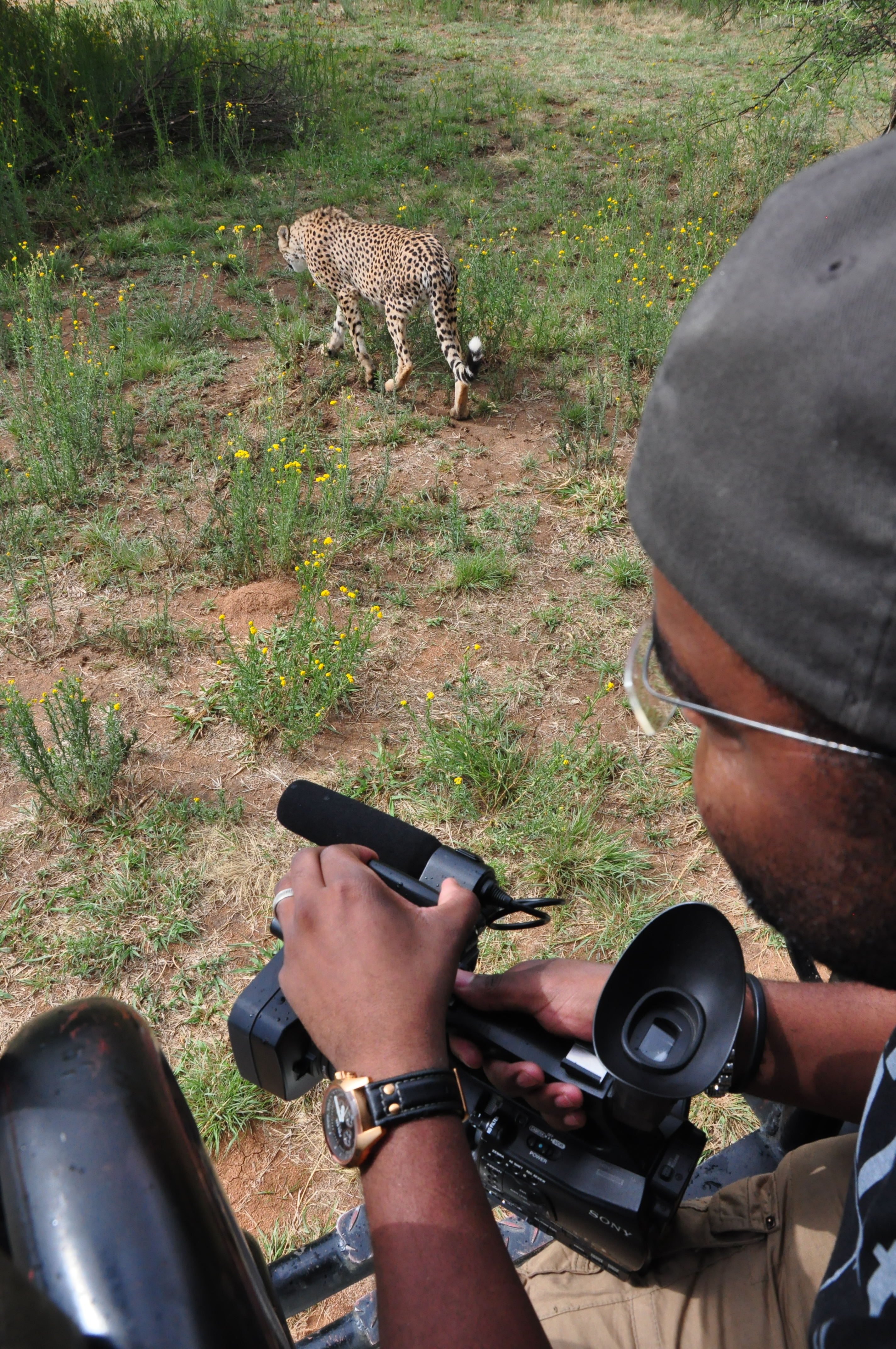
تصویربرداری برای فیلم حیات وحش در نامیبیا

فیلم تاریخ طبیعی یا فیلم حیات وحش یک فیلم مستند دربارهٔ جانوران و گیاهان یا دیگر موجودات زنده غیرانسانی است. گاهی فیلم‌ها در مورد حیوانات وحشی، گیاهان یا بوم‌سازگان‌های در ارتباط با انسان هستند. چنین برنامه‌هایی اغلب برای تلویزیون، به ویژه برای شبکه‌های پخش عمومی و برخی نیز برای رسانه‌های سینمایی ساخته می‌شوند. گسترش این ژانر تقریباً همزمان با تولید مجموعه تلویزیونی مشابه اتفاق افتاد.

## تاریخچه

### در سینما
فیلم نانوک شمالی اثر رابرت فلاهرتی در سال ۱۹۲۲ میلادی به‌طور معمول به عنوان نخستین مستند کوتاه در این زمینه شناخته می‌شود. چند دهه بعد شرکت والت دیزنی پیشگام انتشار «مستند طبیعت» با تولید سریال تلویزیونی «ماجراهای واقعی زندگی»، مجموعه‌ای از چهارده فیلم کامل و فیلم کوتاه از ۱۹۴۸ تا ۱۹۶۰ بود که از برجسته‌ترین آن‌ها می‌توان از بیابان زنده و چمن‌زار محو که هر دو به نویسندگی و کارگردانی جیمز آلگار بود، نام برد.

اولین فیلم مستند طبیعت که در عرصه سینمایی رنگی پیشگام فیلمبرداری زیر آب بود فیلم ایتالیایی قاره ششم و فیلم فرانسوی جهان خاموش بود. کارگردان فولکو کولیچی در سال ۱۹۵۲ فیلم‌برداری کرد و نخستین بار در سال ۱۹۵۴ به مخاطبان ایتالیایی نمایش داد.

### در تلویزیون
در سال ۱۹۵۴ بی‌بی‌سی برنامه‌ای تحت عنوان تلاش باغ‌وحش با اجرای دیوید اتنبرو را به روی آنتن برد. از دیگر مستندهای طبیعی نخستین می‌توان به آثار سی‌بی‌سی از سال ۱۹۵۵ تا ۱۹۵۶ با میزبانی لن مک تاگرت کارون اشاره کرد. نخستین سریال مستند تلویزیونی هفتگی ۵۰ دقیقه‌ای، «جهان ما» در سال ۱۹۶۷ در بی‌بی‌سی دو با قسمت رنگی از هارون تضیف فیلمساز فرانسوی آغاز شد.

## محتوا
بیشتر فیلم‌های مستند طبیعت یا مجموعه تلویزیونی بر روی یک گونه خاص، اکوسیستم یا ایده علمی (مانند فرگشت) تمرکز می‌کنند. اگرچه این گونه مستندها علمی و آموزشی هستند اما برخی رسانه‌ها از موضوعات یا حیوانات صرفاً برای لذت بیننده استفاده می‌کنند. در چندین نمونه از این مستندها در قالب فیلم‌های قوم‌شناسی ارائه شده و حاوی داستان‌هایی هستند که انسان‌ها و روابط آن‌ها با جهان طبیعی را شامل می‌شوند - مانند نانوک شمالی، داستان شتر گریان و علف (فیلم ۱۹۲۵).

بیشتر مستندهای طبیعت که برای تلویزیون ساخته می‌شوند دارای ۴۵ تا ۵۰ دقیقه زمان هستند که البته در بخش سینمایی به صورت کامل ساخته می‌شوند.

برخی فیلم‌ها عبارتند از:
- چنگ (۱۹۲۷)
- خلیج کوچک (۲۰۰۹)
- ملاقات‌هایی در انتهای جهان (۲۰۰۷)
- مرد گریزلی
- بیابان زنده
- رژه پنگوئن‌ها
- سرنگتی نباید بمیرد (۱۹۵۹)
- داستان شتر گریان (۲۰۰۳)
- علف (۱۹۲۵)
- چمن‌زار محو (۱۹۵۴)
- برهوت سفید (۱۹۵۸)

## فیلم‌سازان مشهور مستند طبیعت
- جیمز آلگار
- دیوید اتنبرو
- ژاک-ایو کوستو
- جرالد دورل
- رابرت فلاهرتی
- برنارد گریمک
- استیو اروین
- دزموند موریس
- مارلین پرکینز
- ژاک پرن
- لویی سیهویوس

کمک‌های دیوید اتنبرو به حفظ مستند طبیعت به‌طور گسترده‌ای در نظر گرفته شده است و برنامه‌های تلویزیونی او توسط میلیون‌ها نفر در سراسر جهان دیده می‌شود. سری‌های روایت شده یا ارائه شده توسط او عبارتند از:
- زندگی بر روی زمین (۱۹۷۹) با ۱۳ قسمت[۶]
- زندگی سیاره (۱۹۸۴) با ۱۲ قسمت[۷]
- محاکمه زندگی (۱۹۹۰) با ۱۲ قسمت[۸]
- زندگی خصوصی گیاهان (۱۹۹۵) با ۶ قسمت[۹]
- زندگی پرندگان (۱۹۹۸) با ۱۰ قسمت[۱۰]
- سیاره آبی (۲۰۰۱) با ۸ قسمت[۱۱]
- زندگی پستانداران (۲۰۰۲) با ۱۰ قسمت[۱۲]
- زندگی در زیر پوشش (۲۰۰۵) با ۵ قسمت[۱۳]
- سیاره زمین (مجموعه تلویزیونی) (۲۰۰۶) با ۱۱ قسمت[۱۴]
- زندگی در خون‌سرد (۲۰۰۸) با ۵ قسمت[۱۵]
- زندگی (مجموعه تلویزیونی بی‌بی‌سی) (۲۰۰۹) با ۱۰ قسمت[۱۶]
- سیاره یخ‌زده (۲۰۱۱) با ۷ قسمت[۱۷]
- قلمرو گیاهان ۳بعدی (۲۰۱۲) با ۳ قسمت[۱۸]
- فتح آسمان ۳بعدی (۲۰۱۵) با ۳ قسمت[۱۹]
- سیاره زمین دو (۲۰۱۶) با ۶ قسمت[۲۰]
- سیاره آبی (۲۰۱۷) با ۷ قسمت[۲۱]